# Helbing Lichtenhahn
Helbing Lichtenhahn est une maison d'édition suisse, spécialisée dans le droit suisse. 

## Histoire
Elle est fondée en 1822 par Johann Gottlieb Bahnmaier. En 1988, elle est rachetée par l'éditeur allemand C. H. Beck.

## Publications
- Commentaire bâlois
- Commentaire romand